# Mount Pleasant (Texas)
Mount Pleasant és una població dels Estats Units a l'estat de Texas. Segons el cens del 2000 tenia 13.935 habitants,4.558 habitatges, i 3.208 famílies. La densitat de població era de 429,4 habitants/km².

## Poblacions més properes
El següent diagrama mostra les poblacions més properes.